# Estadio municipal de Vilatenim
El estadio municipal de Vilatenim es el terreno de juego donde el equipo de la Unió Esportiva Figueres disputa sus partidos de fútbol.
Se encuentra ubicado en la salida de la ciudad de Figueras, en el barrio de Vilatenim.

## Orígenes
El ayuntamiento de Figueras, presidido por Marià Lorca, ante el inminente ascenso del equipo de la ciudad a la 2ª División, adquiere unos terrenos en el barrio de Vilatenim, para realizar el proyecto de construcción de un estadio, que sustituya al vetusto e insuficiente Camp de l'Alfar. El 28 de diciembre de 1985, adjudica las obras del nuevo estadio de propiedad municipal, según el proyecto el arquitecto local Enric Fita y con un presupuesto inicial de 139 704 632 pesetas, que incluía un terreno de juego de 105 X 70 metros, con aparcamientos para vehículos y accesos y una capacidad para 4927 espectadores. La iluminación constaba de cuatro torres de 30 metros de altura, cada una de las cuales albergaba 18 reflectores, con una potencia total de 400 kW. Se emplearon en su construcción 2452 metros cúbicos de hormigón y 82 656 kilogramo de hormigón armado. El drenaje dispone de una red de tubos de hormigón poroso y el riego se realiza mediante 16 aspersores emergentes de rotación.
La marquesina de la tribuna principal es de perfiles laminados y la cobertura de plancha de acero. La tribuna principal dispone de un palco presidencial, cabinas para la prensa escrita y audiovisual. El presupuesto se cubría con la aportación municipal de 90 millones de pesetas, la Diputación de Gerona colaboraba con otros 25 millones, al igual que la Generalidad de Cataluña.
A criterio del Club, se amplió su capacidad hasta los 9000 espectadores, todos sentados, de los cuales 2023 se pueden ubicar en la tribuna principal cubierta. Por tal cosa, el presupuesto final se disparó hasta superar los 200 millones de pesetas. De este aumento sobre el presupuesto inicial la Unió Esportva Figueres aportó 45 millones de pesetas. El 19 de enero de 1986 se colocó la primera piedra, y el 25 de agosto del mismo año se inauguraba oficialmente.

## Inauguración
La inauguración del estadio municipal de Vilatenim tuvo lugar el 25 de agosto de 1986, con un partido entre la Unió Esportiva Figueres, recién ascendido a la 2ª División "A" y el F.C. Barcelona, con resultado de 3-1 para los locales y con lleno absoluto en las gradas.

## Otros terrenos de juego de la U.E.Figueres
- Huerta del Instituto
- Huerta de el Macau
- Campo de las Monjas
- Campo d'El Far